# Corseaux
Corseaux es una comuna suiza del cantón de Vaud, situada en el distrito de Riviera-Pays-d'Enhaut. Limita al norte con la comuna de Chardonne, al este con Corsier-sur-Vevey, y al sur con Vevey y el lago Lemán.
La comuna hizo parte hasta el 31 de diciembre de 2007 del distrito de Vevey, círculo de Corsier.